# Caenobrunettia thele
Caenobrunettia thele är en tvåvingeart som beskrevs av Quate och Brown 2004. Caenobrunettia thele ingår i släktet Caenobrunettia och familjen fjärilsmyggor.
Artens utbredningsområde är Costa Rica. Inga underarter finns listade i Catalogue of Life.